# پایگاه هوایی سدات میچا
پایگاه هوایی سدات میچا (انگلیسی: Sdot Micha Airbase) یک پایگاه هوایی و انبار موشکی نیروی هوایی اسرائیل است که اسرائیل وجود آن را نه تأیید و نه تکذیب می‌کند. این پایگاه در مرکز اسرائیل، در نیمه راه اورشلیم تا دریای مدیترانه واقع شده و تقریباً ۱۳ کیلومتر از جنوب شرقی تا شمال غربی امتداد دارد. مرکز این پایگاه در ۱٫۵ کیلومتری شمال موشاو سدوت میخا واقع شده است و نه باند فرودگاه دارد و نه پد فرود هلیکوپتر. تأسیسات آن اکنون به وضوح در تصاویر ماهواره‌ای قابل مشاهده است. قرار است کلاهک‌های هسته‌ای در این پایگاه نگهداری شوند که می‌توانند توسط موشک‌های موجود در آنجا شلیک شوند.